# “GIGS” JUST A HERO TOUR 1986
『“GIGS” JUST A HERO TOUR 1986』（ギグス・ジャスト・ア・ヒーロー・ツアー 1986）は、日本のロックバンドであるBOØWYの1作目のライブ・アルバム。
1986年7月31日に東芝EMIのイーストワールドレーベルからリリースされた。BOØWYとしては初となるライブ・アルバムであり、プロデュースは糟谷銑司が担当している。収録曲は4枚目のアルバム『JUST A HERO』（1986年）を中心にそれまでのアルバムからも選曲されているが、2枚目のアルバム『INSTANT LOVE』（1983年）からは1曲も収録されていない。
同年7月2日に開催された「JUST A HERO TOUR」のツアーファイナルとなった日本武道館公演の模様を収録しているという触れ込みだが、実際には同ツアーの他会場での音源も収録されている。また、ミックス作業の際にキーボードの音色やコーラスが追加で収録された。後に日本武道館公演のみを収録したライブ・アルバム『“GIGS” JUST A HERO TOUR 1986 NAKED』（2012年）がリリースされた（後述）。
オリジナル盤は限定生産として10万枚のみリリースされ、オリコンアルバムチャートにおいて最高位第10位を獲得して即完売となった。1989年の再リリース盤は同チャートにて最高位第1位を獲得、売り上げ枚数は40万枚を超えたため日本レコード協会からプラチナ認定を受けている。また、最終的な売り上げ枚数は累計で101万枚となった。

## 背景
4枚目のスタジオ・アルバム『JUST A HERO』（1986年）リリースと前後して、「BOØWY FILM EVENT JUST A HERO SPECIAL」と題したフィルムコンサートが2月24日の札幌ペニーレーンから3月7日の広島ウィズまで全国6か所にて行われ、BOØWYメンバーも出演しファンとの交流が図られた。
その後「JUST A HERO TOUR」と題したコンサートツアーが3月24日の青山スパイラルホールを皮切りに25都市全37公演が行われた。同ツアーでは映画『ブレードランナー』（1982年）をイメージしたステージセットが組まれていた。5月1日の高崎市文化会館公演ではBOØWYとして初の映像作品となる『BOØWY VIDEO』（1986年）の撮影を前提としたライブが行われ、ステージ衣裳は沢田研二を手掛けた事で知られるデザイナーの早川タケジが担当した。ツアーファイナルとなる7月2日には初の日本武道館単独公演が行われ、チケットは販売開始から3時間で完売となった。また、同日には前述の『BOØWY VIDEO』がリリースされ、オリコン映像ランキングにて初登場4位を獲得した。

## 録音、制作
1986年に開催された「JUST A HERO TOUR」より7月2日のBOØWYとして初となった日本武道館公演の模様を中心に収録されている。日本武道館公演では1曲目「BAD FEELING」から開始され、「ホンキー・トンキー・クレイジー」や「わがままジュリエット」などのシングル曲から、アルバム『JUST A HERO』収録曲、また1枚目のアルバム『MORAL』（1982年）からも「IMAGE DOWN」や「GIVE IT TO ME」などが選曲され、本編は全17曲演奏された。「IMAGE DOWN」の演奏中には氷室京介による「ライブハウス武道館へようこそ!」というMCが行われた。その後アンコールとして「Dancing In The Pleasure Land」および「NO. NEW YORK」が演奏され、午後8時30分に至らずに終幕となった。
BOØWYは前年のツアー「BOØWY'S BE AMBITIOUS TOUR」において12月6日にギャツビー主催のイベントライブの客演として日本武道館でライブを行っているが、高橋まことは中学生時代に憧れであったビートルズと同様に同地で単独公演を行いたいとの願望が当時あったと述べている。7月2日の当日はビートルズの来日公演から20年後となる日であり、ビートルズと同じ舞台に立てた事で高橋は感無量であったという。氷室は当時「どうせ俺たちはロフトの出だからさ」と発言する事が度々あったが、高橋はこの発言をライブによる快感をロフト時代に培った事から発せられたものであり、それ故に「ライブハウス武道館へようこそ!」という発言に繋がったのではないかと推測している。
当初からメンバーの意向で日本武道館公演と同じ7月中での発売日が先に設定された為、予め収録曲も決定した上でライヴ翌日からスタジオでのオーバーダビングとミキシング作業が開始された。当初メンバーはライブ・アルバムを制作するという必然性を感じていなかったが、周囲から「ライブ盤そろそろ出さない?」と提案されたために制作することとなった。氷室は自身が愛好する他のバンドの中から優れたライブ・アルバムがリリースされていないと感じていたが、ウルトラヴォックスのライブ・アルバム『モニュメント ザ・サウンドトラック』（1983年）のようなシンセサイザーを多用するバンドによる緊張感が高まるようなライブ・アルバムであれば容認するという考えであった。氷室はオノ・ヨーコが同様の発言をしたと前置きした上で、「ライヴって普段自分たちが練習したギターや歌や、そうした芸事を披露する場ではないよ。もっと瞬発力というか、その場の空気っていうか、生きてる人たちの空気が何か一つのエネルギーみたいなモノを生むみたいなね」と述べた上で、本作はスタジオ録音盤よりもBOØWYとしてのビートが顕著に増幅されていると指摘、「歌、ギター、ベース、ドラムが全部けっこう好き勝手なことやってるのにカッコイイってところが大事だよ」とも述べている。

## 構成

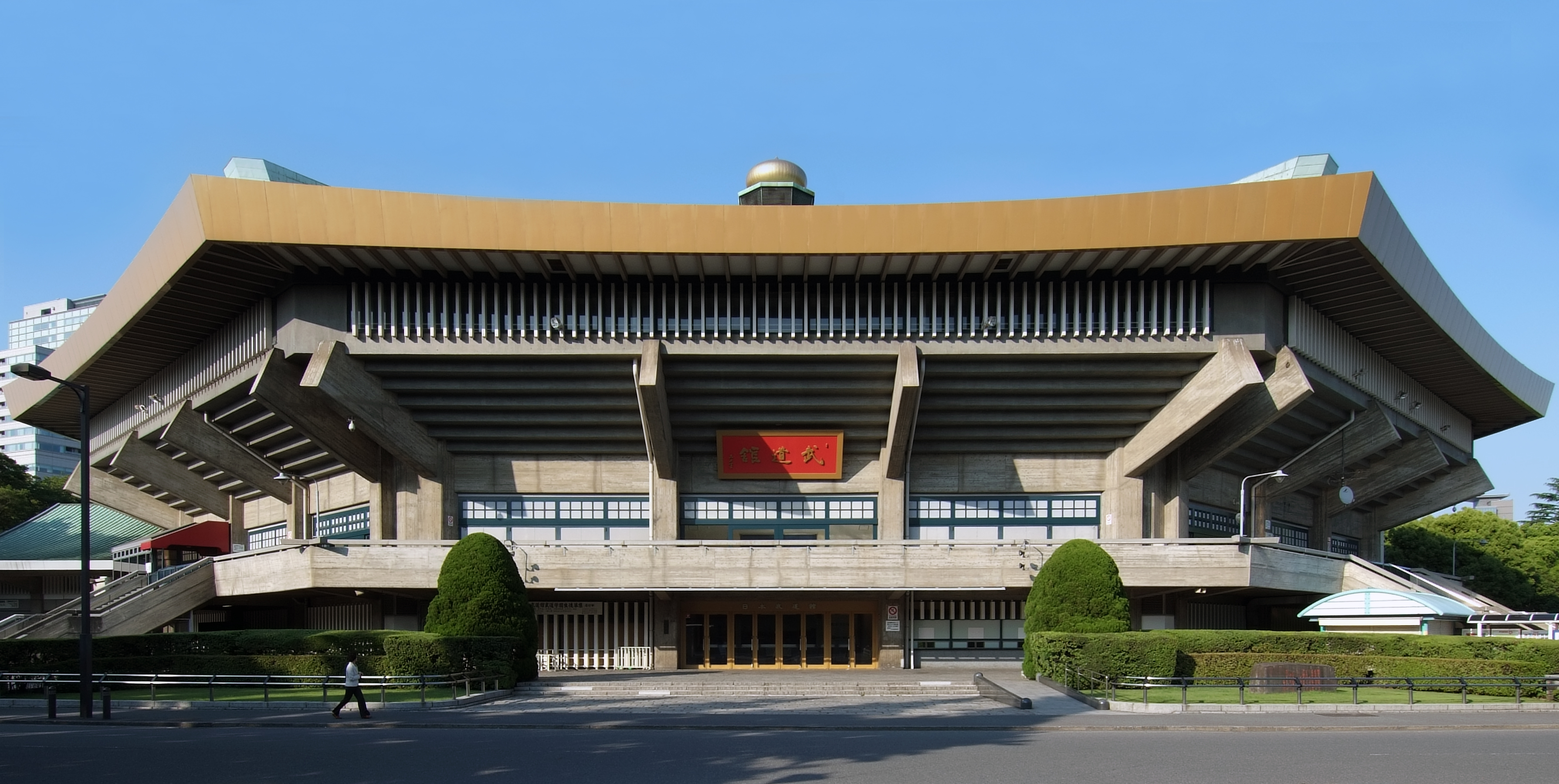
ツアー最終日の会場となった日本武道館

ツアーにはドイツのハンザ・スタジオ所属のエンジニアであるマイケル・ツィマリングもミキサーとして同行していたが、仕上がりの音に不満があった事からミックス時にキーボードやコーラスが後から追加されたため、部分的に生音でない箇所が存在する。これは「オーバーダビングをきちんと施すことによって、よりグレードの高い作品にしたい」というメンバーの希望があったためである。また、原宿のスタジオでのミックス作業中に、氷室と布袋寅泰は「客席の声が少し足りない、もっと臨場感が欲しい」と要望を出す事となった。これは会場に建てられた客席用のマイクの本数が少なすぎた事が原因と考えられた。結果、氷室および布袋は街中の若者に対し「すいません、今そこでレコーディングをやってるんだけど、ちょっと来てくれない?」と声を掛け、急遽20人程を集めて音声録音が行われた。これにより、集められた若者たちにより「IMAGE DOWN」の掛け声コーラスが収録される事となった他、前述の通りキーボードの音が追加されているが、歌声や各パートの演奏に関しては一切録り直しはされていない。
「IMAGE DOWN」の後に「NO.NEW YORK」が続けて演奏される構成について氷室は、「ある種定番になったけど、あんまり作為的でもないんだ。それをやった瞬間、自分が気持ち良かったりとか、その辺から固まっていった。二曲とも、もうデビュー頃からやってるわけだし」述べている。氷室は当時のBOØWYを客観的に見たときに「大衆芸能の極み」のように見え始めた頃であると後年述べており、当時のインタビューにおいては自暴自棄になって「いや、もうどうせ大衆芸能ですから」とコメントしていたとも述べている。また、氷室はBOØWYがライブ・アルバムに向いているバンドとは思っておらず、本作に関しても3回程度しか聴いていないと述べている。
本作には1986年7月2日の初の日本武道館単独公演以外にも同ツアー他会場での音源も収録されている。日本武道館での演奏が収録されたのは、「PROLOGUE (SE)」「BAD FEELING」「ROUGE OF GRAY」「IMAGE DOWN」「JUST A HERO」の5曲となっている。また、キーボードが追加された曲は「BAD FEELING」「ホンキー・トンキー・クレイジー」「DREAMIN'」「IMAGE DOWN」「NO. NEW YORK」「JUST A HERO」の6曲であり、「IMAGE DOWN」は前述の通り観客の声が追加された他、当日の演奏より短く編集されており、曲中での氷室のMCや布袋、松井恒松、高橋のコーラスの一部がカットされている。「JUST A HERO」は氷室のボーカルと布袋、松井、高橋のコーラスの一部が差し替えられている。また「わがままジュリエット」は『BOØWY VIDEO』に収録された高崎市文化会館公演時の演奏をリミックスしたものである。そして「JUSTY」「BABY ACTION」「ホンキー・トンキー・クレイジー」「DREAMIN'」「NO. NEW YORK」の5曲は5月25日の大阪厚生年金会館公演時のものが収録されている。ただし「NO. NEW YORK」のギターソロは大阪公演の演奏とはまったく別のモノに差し替えられている。"JUST A HERO TOUR"は大半の公演がファンによる客席録音のブートレグ音源が出回っており、それらで確認する限り大阪以外の公演での「NO. NEW YORK」のギターソロに当アルバム収録ヴァージョンと同じものが見当たらず、「一切録り直しはされていない」という証言とは裏腹に別途録音された可能性はある。「DREAMIN'」のギターソロ後のサビ部分の布袋のコーラスパートにもわずかに編集された形跡はある。

## リリース、アートワーク
本作は1986年7月31日に東芝EMIのイーストワールドレーベルからCD、LP、CTの3形態で合計10万枚限定でリリースされ即完売した。完売後には限定盤ということもあり、レンタルレコード店にもほとんど存在しなかった。またBOØWY解散直後に中古レコード店ではプレミア価格での取引が行われていた。また、LPおよびCT版ではA面/B面が存在する事から、「ホンキー・トンキー・クレイジー」と「わがままジュリエット」の間にフェイドアウト、フェードインが存在する。
1986年のオリジナル盤は、LPサイズの5面開きの箱に音源とブックレット等が収納される特殊パッケージで、当時の通常価格（LP･カセットは2,800円、CDは3,200円）に対しLP･カセットは3,200円、CDは3,600円とそれぞれ400円増の価格設定がされた。このパッケージは各媒体での色がそれぞれ異なっている（LPは緑色、カセットは赤色、CDは紫色）。日本武道館公演のみを収録した『“GIGS” JUST A HERO TOUR 1986 NAKED』（2012年）は、LP盤の緑色の外箱の色のデザインがアルバムジャケットとして採用されたが、中のアルバムカバー自体は共通デザインが使用された。但しオリジナル盤は「BOØWY」のバンド名と「GIGS」の文字体が再発盤とは異なっている（現在流通している再発盤はパッケージ表記と基本的に同じ）。
1989年12月24日にはCDのみ再リリースされた。再発盤は通常のプラケースに入れた形で、ジャケットもオリジナルの内ジャケットをベースにしたものとなっていた。その後ボックス・セットである『BOØWY COMPLETE』に収録される形で1991年12月24日、1993年3月3日、2002年3月29日の計3回リリースされ、2002年版では初めて20ビット・デジタルリマスター版が収録された。さらに2005年2月16日には24ビット・デジタルリマスター版が単体でリリース、デビューから30周年となる2012年12月24日にはブルースペックCD2でリリースされた。

## 批評
| 専門評論家によるレビュー                   | 専門評論家によるレビュー |
| レビュー・スコア                           | レビュー・スコア         |
| 出典                                       | 評価                     |
| ------------------------------------------ | ------------------------ |
| CDジャーナル                               | 肯定的                   |
| 別冊宝島653 音楽誌が書かないJポップ批評18  | 肯定的                   |
| 別冊宝島1322 音楽誌が書かないJポップ批評43 | 肯定的                   |

批評家たちからは本作の存在意義に対する肯定的な意見が多く出されており、音楽情報サイト『CDジャーナル』では氷室のボーカルや布袋のギターテクニックなどバンドの演奏が絶品であると指摘し、「ライヴ・バンドとしての本領が見事に発揮されている」、「彼らの生の魅力が凝縮された作品」と絶賛、音楽誌『別冊宝島653 音楽誌が書かないJポップ批評18 BOØWYと「日本のロック」』においてライターの根本桃GO!は、氷室による「ライブって普段自分たちが練習したギターや歌や、そうした芸事を披露する場ではないよ」というコメントを引用した上で、BOØWY自身が商業的なエンターテイナーであると思われる事に違和感を持っており、それが「ライブハウス武道館へようこそ」というMCに繋がったのではないかと推測、また「このライブ盤での演奏には生ならではの瞬発力と躍動がある」と肯定的に評価、音楽誌『別冊宝島1322 音楽誌が書かないJポップ批評43 21世紀のBOØWY伝説』においてライターのスズキマサは、本作にはBOØWYがブレイク寸前の時期の音源が収録されていると述べた上で、高橋と松井によるリズム隊は「タイトかつステディ」であり「余計なことは一切やらずにビートを刻み続ける様からが、今聴いても凄みを感じる」と肯定的に評価したが、布袋のギターに関しては「カッティングのキレ、リフのアイデアの豊富さは特筆もの」としながらも「コーラス&ショートディレイ踏みっぱなしでニューウェイブもろだしの音色は、さすがに今となっては時代を感じさせる」と指摘、しかし「発表時期と内容の両面から見て、BOØWYのキャリアを語る上で、欠かすことの出来ないドキュメントになっている」と肯定的に評価した。

## チャート成績
オリコンアルバムチャートにおいて、本作のLPは最高位第10位の登場回数9回で売り上げ枚数は4.2万枚、CTは最高位第17位の登場回数9回で売り上げ枚数は1.5万枚、CDは最高位第13位の登場回数6回で売り上げ枚数は1.6万枚となり、累計の売り上げ枚数は7.3万枚となった。その後限定の10万枚分は完売となった。
1989年12月24日の再リリース盤はオリコンチャートにて最高位第1位の登場回数13回で売り上げ枚数は43.8万枚となり、最終的な売り上げ枚数は累計で101万枚となった。2012年12月24日の再リリース盤はオリコンチャートにて最高位第90位の登場回数1回となり、売り上げ枚数は0.2万枚となった。
1989年版はBOØWYのアルバム売上ランキングにおいて第6位となったほか、2012年版は第41位となっている。

## “GIGS” JUST A HERO TOUR 1986 NAKED
『“GIGS” JUST A HERO TOUR 1986 NAKED』（ギグス・ジャスト・ア・ヒーロー・ツアー 1986 ネイキッド）は、日本のロックバンドであるBOØWYの7作目のライブ・アルバム。
2012年12月24日にEMIミュージック・ジャパンのイーストワールドレーベルからリリースされた。1986年7月2日に行われたBOØWY初の日本武道館公演の模様を収録した作品であり、当時リリースされた『“GIGS” JUST A HERO TOUR 1986』（1986年）において日本武道館公演以外の音源が収録されていたのに対し、本作では7月2日の音源のみが収録されている。

### 構成
BOØWY初のライブ・アルバム『“GIGS” JUST A HERO TOUR 1986』（1986年）は、日本武道館公演を収録した作品という触れ込みであったが、実際には同ツアーの他会場公演の音源も含めて12曲が選曲されており、またライブ音源に後からキーボード等のオーバー・ダビングやボーカルおよびコーラスの差し替えが施されていた。
その後2012年に日本武道館公演で演奏された全曲分のマルチテープが発見され、BOØWYのデビュー30周年記念リリース企画の一環で、新たにトラックダウンを施しセットリストも当日の順番通りに収録された日本武道館公演完全版として本作がリリースされた。本作ではオーバー・ダビングは基本的には行われていないが、CD1枚に当日のライヴ全曲を収めるために曲間を可能な限り縮め、氷室京介のMCの殆どをカットしている。

### リリース、アートワーク
2012年12月24日にEMIミュージック・ジャパンのイーストワールドレーベルから、Blu-spec CD2仕様でリリースされた。同日にはボックス・セット『BOØWY Blu-ray COMPLETE』や過去のオリジナル・アルバムのリイシュー盤がリリースされている。リリース当時には新宿に「BOØWY 30th ANNIVERSARY」と記した巨大屋外広告が設置された。
アルバム・ジャケットは『“GIGS” JUST A HERO TOUR 1986』の外箱ジャケットを踏襲しており、LP盤に使用された緑色の物に後付けで「NAKED」の文字をテープで貼ったような形で入れたものとなっている。

### チャート成績
本作はオリコンアルバムチャートにおいて最高位第15位の登場回数9回、売り上げ枚数は2.1万枚となった。この売り上げ枚数はBOØWYのアルバム売上ランキングにおいて第23位となっている。
タワーレコードの売り上げチャートにおいて、渋谷では2012年12月17日付けで第23位、12月24日付けで第10位、12月31日付けで第19位となったほか、新宿では12月24日付けで第14位となり、さらに「ジャパニーズ ロック&ポップス アルバム」部門では12月17日付けで第7位、12月24日付けで第6位、12月31日付けで第7位、2013年1月7日付けで第12位となった。

## 収録曲

### “GIGS” JUST A HERO TOUR 1986
CDブックレットに記載されたクレジットを参照。
| #         | タイトル                                                | 作詞             | 作曲      | 編曲      | 時間  |
| --------- | ------------------------------------------------------- | ---------------- | --------- | --------- | ----- |
| 1.        | 「PROLOGUE」                                            |                  | 布袋寅泰  | 布袋寅泰  | 3:31  |
| 2.        | 「BAD FEELING」                                         | 氷室京介、高橋信 | 布袋寅泰  | 布袋寅泰  | 5:03  |
| 3.        | 「ROUGE OF GRAY」                                       | 氷室京介         | 布袋寅泰  | 布袋寅泰  | 2:38  |
| 4.        | 「BLUE VACATION」                                       | 氷室京介         | 布袋寅泰  | 布袋寅泰  | 3:05  |
| 5.        | 「JUSTY」                                               | 氷室京介         | 布袋寅泰  | 布袋寅泰  | 3:40  |
| 6.        | 「BABY ACTION」                                         | 氷室京介         | 布袋寅泰  | 布袋寅泰  | 3:05  |
| 7.        | 「ホンキー・トンキー・クレイジー」(HONKEY TONKEY CRAZY) | BOØWY            | BOØWY     | 布袋寅泰  | 4:31  |
| 合計時間: | 合計時間:                                               | 合計時間:        | 合計時間: | 合計時間: | 25:33 |

| #         | タイトル                                  | 作詞               | 作曲      | 編曲      | 時間  |
| --------- | ----------------------------------------- | ------------------ | --------- | --------- | ----- |
| 8.        | 「わがままジュリエット」(WAGAMAMA JULIET) | 氷室京介           | 氷室京介  | 布袋寅泰  | 4:46  |
| 9.        | 「DREAMIN'」                              | 布袋寅泰、松井五郎 | 布袋寅泰  | 布袋寅泰  | 3:53  |
| 10.       | 「IMAGE DOWN」                            | 氷室京介           | 布袋寅泰  | 布袋寅泰  | 3:48  |
| 11.       | 「NO. NEW YORK」                          | 深沢和明           | 布袋寅泰  | 布袋寅泰  | 4:05  |
| 12.       | 「JUST A HERO」                           | 氷室京介           | 布袋寅泰  | 布袋寅泰  | 7:11  |
| 合計時間: | 合計時間:                                 | 合計時間:          | 合計時間: | 合計時間: | 23:43 |

### “GIGS” JUST A HERO TOUR 1986 NAKED
CDブックレットに記載されたクレジットを参照。
| #         | タイトル                           | 作詞               | 作曲      | 時間  |
| --------- | ---------------------------------- | ------------------ | --------- | ----- |
| 1.        | 「PROLOGUE」                       |                    | 布袋寅泰  | 3:12  |
| 2.        | 「BAD FEELING」                    | 氷室京介、高橋信   | 布袋寅泰  | 5:03  |
| 3.        | 「ROUGE OF GRAY」                  | 氷室京介           | 布袋寅泰  | 2:38  |
| 4.        | 「BLUE VACATION」                  | 氷室京介           | 布袋寅泰  | 3:02  |
| 5.        | 「JUSTY」                          | 氷室京介           | 布袋寅泰  | 3:41  |
| 6.        | 「[BABY ACTION」                   | 氷室京介           | 布袋寅泰  | 3:05  |
| 7.        | 「GIVE IT TO ME」                  | 氷室京介           | 氷室京介  | 3:46  |
| 8.        | 「LIKE A CHILD」                   | 松井恒松           | 布袋寅泰  | 4:10  |
| 9.        | 「ホンキー・トンキー・クレイジー」 | BOØWY              | BOØWY     | 4:28  |
| 10.       | 「わがままジュリエット」           | 氷室京介           | 氷室京介  | 4:42  |
| 11.       | 「1994 -LABEL OF COMPLEX-」        | 氷室京介           | 布袋寅泰  | 4:08  |
| 12.       | 「WELCOME TO THE TWILIGHT」        | 氷室京介           | 布袋寅泰  | 5:55  |
| 13.       | 「DREAMIN'」                       | 布袋寅泰、松井五郎 | 布袋寅泰  | 4:00  |
| 14.       | 「INSTANT LOVE」                   | 氷室京介           | 布袋寅泰  | 4:00  |
| 15.       | 「IMAGE DOWN」                     | 氷室京介           | 布袋寅泰  | 4:27  |
| 16.       | 「TEENAGE EMOTION」                | 深沢和明           | 布袋寅泰  | 4:27  |
| 17.       | 「JUST A HERO」                    | 氷室京介           | 布袋寅泰  | 6:33  |
| 18.       | 「DANCING IN THE PLEASURE LAND」   | 氷室京介           | 布袋寅泰  | 3:59  |
| 19.       | 「NO. NEW YORK」                   | 深沢和明           | 布袋寅泰  | 4:28  |
| 合計時間: | 合計時間:                          | 合計時間:          | 合計時間: | 79:44 |

## スタッフ・クレジット

### “GIGS” JUST A HERO TOUR 1986
CDブックレットに記載されたクレジットを参照。
BOØWY
- 氷室京介 – ボーカル
- 布袋寅泰 – ギター、コーラス
- 松井恒松 – ベース、コーラス
- 高橋まこと – ドラムス、コーラス

録音スタッフ
- 糟谷銑司（ユイ・ロック・プロジェクト） – プロデューサー
- 子安次郎（東芝EMI） – ディレクター
- 土屋浩（ユイ・ロック・プロジェクト） – マネージャー
- マイケル・ツィマリング – レコーディング・エンジニア
- 岡崎ヨシオ – マスタリング・エンジニア

舞台スタッフ
- 森山朝雄（ユイ・ステージ・サービス） – PAエンジニア
- 北山幸弘（ユイ・ステージ・サービス） – PAモニター
- とのむらこうしろう (2001 CREATE) – ステージ・ディレクター
- ささきこうじ (Lighting Version) – ライティング・デザイン、オペレート
- BOØWY & ALL STAFF – ステージ・デザイン
- 俳優座 – ステージ・プロデュース

美術スタッフ
- 武永竜二(Gramme's) – コスチューム
- 早川タケジ – コスチューム
- カッツ三宅 (JC・DIF 5008) – アート・ディレクション、デザイン
- 加藤正憲 – 写真撮影
- 小林由紀子 (Tracy Studio) – スタイリスト

その他スタッフ
- 後藤由多加 – エグゼクティブ・プロデューサー
- 石坂敬一 – エグゼクティブ・プロデューサー

### “GIGS” JUST A HERO TOUR 1986 NAKED
CDブックレットに記載されたクレジットを参照。
録音スタッフ
- 坂元達也 – ミキシング・エンジニア、マスタリング・エンジニア
- マイケル・ツィマリング – レコーディング・エンジニア
- 宮野真一（ユイ音楽工房） – BOØWY 30th ANNIVERSARY CREW
- 広瀬哲（EMIミュージック・ジャパン） – BOØWY 30th ANNIVERSARY CREW

美術スタッフ
- ゴールデン・レイディ – アート・ディレクション
- 鷲尾友公 – デザイン
- シモーヌ・チャウン – デザイン
- カッツ三宅 – オリジナル・スリーブ
- 加藤正憲 – 写真撮影
- 齋藤舟馬 (TMC) – アートワーク・コーディネーション

その他スタッフ
- 後藤由多加（ユイ音楽工房） – エグゼクティブ・プロデューサー
- 行方均 – エグゼクティブ・プロデューサー
- 子安次郎（EMIミュージック・ジャパン） – エグゼクティブ・プロデューサー

## チャート、認定
| チャート         | タイトル                           | 年     | 最高順位 | 登場週数 | 売上数   | 規格   | 出典   |
| ---------------- | ---------------------------------- | ------ | -------- | -------- | -------- | ------ | ------ |
| 日本（オリコン） | “GIGS” JUST A HERO TOUR 1986       | 1986年 | 10位     | 9回      | 4.2万枚  | LP     | [ 22 ] |
| 日本（オリコン） | “GIGS” JUST A HERO TOUR 1986       | 1986年 | 17位     | 9回      | 1.5万枚  | CT     |        |
| 日本（オリコン） | “GIGS” JUST A HERO TOUR 1986       | 1986年 | 13位     | 6回      | 1.6万枚  | CD     |        |
| 日本（オリコン） | “GIGS” JUST A HERO TOUR 1986       | 1989年 | 1位      | 13回     | 43.8万枚 | CD, CT | [ 2 ]  |
| 日本（オリコン） | “GIGS” JUST A HERO TOUR 1986       | 2012年 | 90位     | 1回      | 0.2万枚  | BSCD2  | [ 37 ] |
| 日本（オリコン） | “GIGS” JUST A HERO TOUR 1986 NAKED | 2012年 | 15位     | 9回      | 2.1万枚  | BSCD2  | [ 38 ] |

| 国/地域 | 認定組織         | 日付      | 認定     | 売上数   | 出典  |
| ------- | ---------------- | --------- | -------- | -------- | ----- |
| 日本    | 日本レコード協会 | 1990年1月 | プラチナ | 400,000+ | [ 3 ] |

## リリース日一覧
| No. | リリース日     | タイトル                           | レーベル                                    | 規格         | カタログ番号 | 備考                                                                                              | 出典          |
| --- | -------------- | ---------------------------------- | ------------------------------------------- | ------------ | ------------ | ------------------------------------------------------------------------------------------------- | ------------- |
| 1   | 1986年7月31日  | “GIGS” JUST A HERO TOUR 1986       | 東芝EMI／イーストワールド                   | LP           | T32-1095     | 10万枚限定                                                                                        | [ 39 ]        |
| 2   | 1986年7月31日  | “GIGS” JUST A HERO TOUR 1986       | 東芝EMI／イーストワールド                   | CT           | ZH32-1712    | 10万枚限定                                                                                        |               |
| 3   | 1986年7月31日  | “GIGS” JUST A HERO TOUR 1986       | 東芝EMI／イーストワールド                   | CD           | CA36-1279    | 10万枚限定                                                                                        |               |
| 4   | 1989年12月24日 | “GIGS” JUST A HERO TOUR 1986       | 東芝EMI／イーストワールド                   | CD           | TOCT-5610    |                                                                                                   | [ 40 ] [ 1 ]  |
| 5   | 1989年12月24日 | “GIGS” JUST A HERO TOUR 1986       | 東芝EMI／イーストワールド                   | CT           | TOTT-5610    |                                                                                                   | [ 2 ]         |
| 6   | 1991年12月24日 | “GIGS” JUST A HERO TOUR 1986       | 東芝EMI／イーストワールド                   | CD           | TOCT-6394    | CD-BOX『BOØWY COMPLETE LIMITED EDITION』収録                                                      |               |
| 7   | 1993年3月3日   | “GIGS” JUST A HERO TOUR 1986       | 東芝EMI／イーストワールド                   | CD           | TOCT-6394    | CD-BOX『BOØWY COMPLETE REQUIRED EDITION』収録                                                     | [ 41 ]        |
| 8   | 2002年3月29日  | “GIGS” JUST A HERO TOUR 1986       | 東芝EMI／イーストワールド                   | CD           | TOCT-24794   | CD-BOX『BOØWY COMPLETE 21st CENTURY 20th ANNIVERSARY EDITION』収録 20ビット・デジタルリマスター盤 | [ 42 ] [ 43 ] |
| 9   | 2005年2月16日  | “GIGS” JUST A HERO TOUR 1986       | 東芝EMI／イーストワールド                   | CD           | TOCT-25612   | 24ビット・デジタル・リマスター盤                                                                  | [ 19 ] [ 44 ] |
| 10  | 2012年12月24日 | “GIGS” JUST A HERO TOUR 1986       | EMIミュージック・ジャパン／イーストワールド | BSCD2        | TOCT-98003   |                                                                                                   | [ 45 ] [ 46 ] |
| 11  | 2012年12月24日 | “GIGS” JUST A HERO TOUR 1986 NAKED | EMIミュージック・ジャパン／イーストワールド | BSCD2        | TOCT-98013   |                                                                                                   | [ 32 ] [ 25 ] |
| 12  | 2016年9月5日   | “GIGS” JUST A HERO TOUR 1986       | ユニバーサルミュージック                    | AAC-LC       | -            | デジタル・ダウンロード                                                                            | [ 47 ]        |
| 13  | 2016年9月5日   | “GIGS” JUST A HERO TOUR 1986       | ユニバーサルミュージック                    | ロスレスFLAC | -            | デジタル・ダウンロード                                                                            | [ 48 ]        |
| 14  | 2016年9月5日   | “GIGS” JUST A HERO TOUR 1986 NAKED | ユニバーサルミュージック                    | AAC-LC       | -            | デジタル・ダウンロード                                                                            | [ 49 ]        |
| 15  | 2016年9月5日   | “GIGS” JUST A HERO TOUR 1986 NAKED | ユニバーサルミュージック                    | ロスレスFLAC | -            | デジタル・ダウンロード                                                                            | [ 50 ]        |